# Crozes-Hermitage
Crozes-Hermitage ist eine französische Gemeinde mit 653 Einwohnern (Stand: 1. Januar 2022) im Département Drôme in der Region Auvergne-Rhône-Alpes. Sie gehört zum Arrondissement Valence und zum Kanton Tain-l’Hermitage. Die Einwohner werden Crozois und Crozoises genannt.

## Geographie
Crozes-Hermitage liegt etwa 17 Kilometer nördlich von Valence an der Rhône und im gleichnamigen Weinbaugebiet. Umgeben wird Crozes-Hermitage von den Nachbargemeinden Gervans und Érôme im Norden und Nordwesten, Larnage im Osten, Tain-l’Hermitage im Süden sowie Saint-Jean-de-Muzols im Westen und Südwesten.
Durch die Gemeinde führt die Route nationale 7.

## Bevölkerungsentwicklung
| Jahr                       | 1962 | 1968 | 1975 | 1982 | 1990 | 1999 | 2006 | 2013 | 2020 |
| -------------------------- | ---- | ---- | ---- | ---- | ---- | ---- | ---- | ---- | ---- |
| Einwohner                  | 241  | 220  | 224  | 317  | 375  | 418  | 520  | 602  | 657  |
| Quellen: Cassini und INSEE |      |      |      |      |      |      |      |      |      |

## Sehenswürdigkeiten

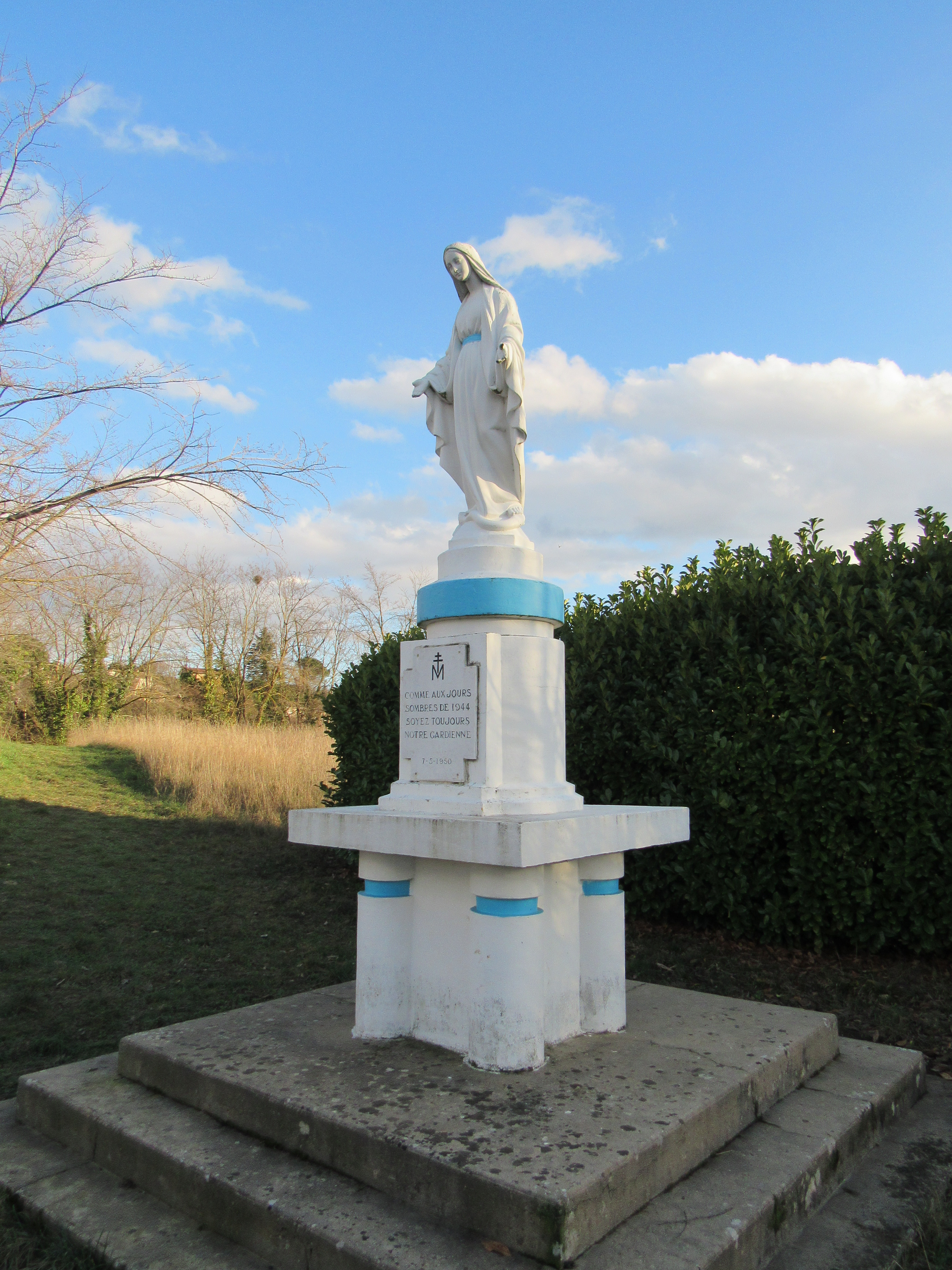
Jungfrauenstatue

- Grab des Ritters Philibert von Urre
- Burgruine
- Kirche Notre-Dame aus dem 19. Jahrhundert
- Statue der Jungfrau aus dem Jahre 1950